# Honor 9X
Honor 9X — смартфон компанії Huawei під брендом Honor.
На глобальному ринку телефон був представлений в жовтні 2019 року разом із Honor 9X Pro. Старт продажів в Україні розпочато 15 листопада 2019 року.
За технічним номером Honor 9X збігається із телефоном Huawei P Smart Z, з яким вони схожі за багатьма технічними характеристиками (процесор, висувна фронтальна камера, акумулятор, тощо).

## Зовнішній вигляд
В Україні телефон представлений у 2 кольорах: чорний (Midnight Black), синій (Sapphire Blue).
Телефон вважається безрамковим, адже екран в цій моделі займає 91 % фронтальної панелі. Корпус апарата зі скла з алюмінієвими торцями.
Задня панель Honor 9X у кольорі Sapphire Blue має градієнтний перелив кольору, а намальована там велика літера "X" змінює свій розмір в залежності від зміни куту огляду.

## Апаратне забезпечення
Honor 9X має процесор Hisilicon Kirin 710F, який включає чотири ядра Cortex A73 по 2.2 ГГц і чотири ядра Cortex-A53 по 1.7 ГГц. В китайській версії телефону процесор Kirin 810.
Графічний процесор Mali-G51 MP4.
Об'єм внутрішньої пам'яті складає 128 ГБ, з можливістю розширити до 516 ГБ шляхом застосування карти microSD. Оперативна пам'ять — 4 ГБ. 
Honor 9X має LTPS (IPS LCD) екран діагоналлю 6.59 дюймів з роздільною здатністю 1080 × 2340 пікселів. Щільність пікселів — 391 ppi. Співвідношення сторін — 19.5:9. Екран захищає від шкідливих синіх променів за технологією TUV Rheinland.
Три модулі основної камери — головна 48 Мп (f/1.8), суперширококутна 20 Мп (f/2.4) та датчик глибини 2 Мп (f/2.4). Записує відео у Full HD (1920 × 1080) зі стереозвуком.
Фронтальна камера — 16 Мп, об'єктив f/2.2 (3D Portrait Lighting), висувна.
Акумулятор Li-Pol незмінний, місткістю 4000 мА·год.

## Програмне забезпечення
Honor 9X працює на базі операційної системи Android 9 (Pie) з графічною оболонкою EMUI 9.1.
Інтерфейси: Wi-Fi a/b/g/n/ac DualBand, Bluetooth 4.2 (A2DP, BLE, HWA, aptX/aptX HD), NFC (у глобальній версії).
Передача даних: GPS, ГЛОНАСС, BeiDou, A-GPS.
Має роз'єм Type-C та аудіовихід для навушників.

## Комплектація
До комплекту входить: телефон, документація, адаптер живлення на 10 Вт, кабель microUSB/Type-C, ключ для вилучення картки.
Вартість смартфона у 2020 році в Україні — від 5199 грн.